# Mali Vrh, Mirna Peč
Mali Vrh je naselje v Občini Mirna Peč.